# Sida barclayi
Sida barclayi är en malvaväxtart som beskrevs av E. G. Baker. Sida barclayi ingår i släktet sammetsmalvor, och familjen malvaväxter. Inga underarter finns listade i Catalogue of Life.